# Macraspis assimilis
Macraspis assimilis är en skalbaggsart som beskrevs av Ohaus 1908. Macraspis assimilis ingår i släktet Macraspis och familjen Rutelidae. Inga underarter finns listade i Catalogue of Life.